# غورمونو (أيسين)
غورمونو (بالفارسية: گورمونو) هي قرية تقع في إيران في قسم أيسين الريفي. يقدر عدد سكانها بـ 11 نسمة .